# Eurysops
Eurysops es un género de escarabajos longicornios de la subfamilia Lamiinae. Fue descrito por Auguste Chevrolat en 1855.

## Especies
- Eurysops burgeoni Breuning, 1935
- Eurysops burgeoni dudleyi Sudre y Teocchi, 2002
- Eurysops esau Chevrolat, 1855
- Eurysops insignis Aurivillius, 1910
- Eurysops similis Breuning, 1937